# Quiero perderme contigo
"Quiero perderme contigo" es una balada escrita por los compositores Manuel Alejandro y María Alejandra e interpretada por el cantante mexicano José José . La canción fue originalmente grabada por el cantautor argentino Chico Novarro en su álbum Qué salga el autor (1976), y lanzada más adelante como el cuarto sencillo del álbum de José José  Secretos (1989).

## Versiones
- Argenis Puello (2014)[5]

## Lista de canciones

### CD - Promo[6]
| Quiero perderme contigo - Single |                           |                                    |          |  |
| N.º                              | Título                    | Compositor                         | Duración |  |
| 1.                               | «Quiero perderme contigo» | Manuel Alejandro · María Alejandra | 4:54     |  |
| 2.                               | «Voy a llenarte toda»     | Manuel Alejandro · María Alejandra | 5:25     |  |

## Posicionamiento en listas
| Lista (1990)                    | Posición |
| ------------------------------- | -------- |
| U.S. Billboard Hot Latin Tracks | 65       |